# UDig
uDig (User-friendly Desktop Internet GIS) est un logiciel libre de SIG maintenu par une communauté menée par la compagnie canadienne Refractions Research. Le logiciel est basé sur la plate-forme de développement Eclipse, écrit en Java et distribué sous licence BSD.
uDig utilise les modules GRASS pour les opérations complexes sur les couches vectorielles et rasters. Il embarque également JGrass et les outils hydrologiques de la Horton Machine. Il supporte de nombreux formats d'entrée (Shapefile, PostGIS, WMS...)
uDig est fréquemment utilisé comme un cadre pour le développement d'applications et de plates-formes SIG,.